# Standly
Camilo Fernando Paredes Aguirre (San Felipe, 11 de noviembre de 2002), conocido artísticamente como Standly, es un cantante y compositor chileno. Sus primeros éxitos comerciales «Mi gata» (2021) y «Pégate» (2022) consiguieron viralizarse en la plataforma TikTok, además que este último se colocó como número uno en Chile. También obtuvo notoriedad por los temas «Marisola» y «Marisola (remix)», que alcanzaron el primer puesto en Argentina, Chile y Perú.

## Biografía
Camilo Paredes, nació el 12 de noviembre de 2002 en la comuna de San Felipe, de padre chileno y madre argentina. Creció con influencias musicales principalmente por parte de su padre y su padrino, quienes se dedicaban a hacer música ranchera. Su infancia transcurrió en el sector de El Canelo, aunque más tarde se mudó junto a su familia hasta El Totoral. Estudió en el colegio Liceo Mixto de San Felipe. Su nombre artístico es una mezcla de las iniciales de su familia, a lo que agregó una «y» para denominarse Standly.
Lanzó su primer sencillo «Mi bandida» en junio de 2020, una colaboración junto a Diego Lakoss y Lyon. Por el resto del año, siguió lanzando más sencillos como «Con Dios», «La misión», «Vamos a brillas» y «Voy como bala». En 2021 lanzó temas como «Un placer», «Te voy a robar» y «Tenerte conmigo». Sin embargo, alcanzó mayor notoriedad por el tema «Mi gata», lanzado en dicho año junto al Barto, y en 2022 por su canción «Pégate», ambas logrando viralización en la plataforma de videos TikTok e ingresar a los primeros puestos de la lista Chile Songs de Billboard.
En julio de 2022 estrenó el sencillo «Marisola» junto a Cris MJ y la disquera Stars Music Chile, consiguiendo su segundo número uno en el Chile Songs. La remezcla de la canción fue lanzada en diciembre del mismo año junto a los raperos y cantantes argentinos Duki y Nicki Nicole, que consiguió el primer puesto en el Argentina Hot 100 de Billboard y en la lista de Perú de Monitor Latino. Por otra parte, en noviembre de 2022 lanzó el videojuego para móviles Estrella by Standly, desarrollado por Alfredo Farías durante un periodo de tres meses.

## Impacto
En Spotify se posicionó como el quinto artista más escuchado en Chile y como el segundo chileno más escuchado a nivel mundial en 2022.

## Controversias
En enero de 2023, junto al también cantante chileno Marcianeke, fue denunciado por vecinos de la localidad Colina por manipular fuegos artificiales, lo que está en contra de las leyes del país.
En abril de 2023 generó polémica en las redes sociales al difundir un video en Instagram, en donde aparentemente portaba un arma de fuego. La situación provocó que el diputado de la república Andrés Celis lo denunciara y la Fiscalía abriera una investigación por la posible tenencia ilegal de armamento. El cantante se defendió sosteniendo que el arma no era real y que por ningún momento apoyaría «la violencia y las armas como un método de solución de problemas o conflictos de ningún tipo».

## Discografía

### Álbumes de estudio
| Título                 | Detalles                                                                      |
| ---------------------- | ----------------------------------------------------------------------------- |
| 11/11                  | - Publicación: 11 de noviembre de 2022 - Formato: descarga digital, streaming |
| Hasta que salga el sol | - Publicación: 30 de enero de 2025 - Formato: descarga digital, streaming     |

### Sencillos

#### Como artista principal
| Título | Año  | Mejor posición en listas | Mejor posición en listas | Mejor posición en listas | Mejor posición en listas | Mejor posición en listas | Mejor posición en listas | Certificaciones                   |
| Título | Año  | BOL                      | CHI                      | ECU                      | ESP                      | GLO                      | PER                      | Certificaciones                   |
| --- | ---- | ------------------------ | ------------------------ | ------------------------ | ------------------------ | ------------------------ | ------------------------ | --------------------------------- |
| «Mi bandida» (junto a Diego Lakoss y Lyon)                                                                       | 2020 | —                        | —                        | —                        | —                        | —                        | —                        |                                   |
| «Con Dios» | 2020 | —                        | —                        | —                        | —                        | —                        | —                        |                                   |
| «La misión» | 2020 | —                        | —                        | —                        | —                        | —                        | —                        |                                   |
| «Mi trvp» | 2020 | —                        | —                        | —                        | —                        | —                        | —                        |                                   |
| «Billetes de 20 (Standly Remix)» (junto a Diego Lakoss con Cris MJ, Young Brooklyn, Tunechikidd y Bad Bandito)   | 2020 | —                        | —                        | —                        | —                        | —                        | —                        |                                   |
| «X mí reza» | 2020 | —                        | —                        | —                        | —                        | —                        | —                        |                                   |
| «Vamo a brillar» (junto a Fabry Elemusic y Mvtias Estvy)                                                         | 2020 | —                        | —                        | —                        | —                        | —                        | —                        |                                   |
| «El sueño americano»                                                                                             | 2020 | —                        | —                        | —                        | —                        | —                        | —                        |                                   |
| «Dios me dijo» (con Lyon)                                                                                        | 2020 | —                        | —                        | —                        | —                        | —                        | —                        |                                   |
| «Gelato» (junto a Fabry Elemusic)                                                                                | 2020 | —                        | —                        | —                        | —                        | —                        | —                        |                                   |
| «Qué tengo que hacer» (junto a Mario LaLetraPesa)                                                                | 2020 | —                        | —                        | —                        | —                        | —                        | —                        |                                   |
| «Con mi tropa en el lan»                                                                                         | 2020 | —                        | —                        | —                        | —                        | —                        | —                        |                                   |
| «Donde mismo» | 2020 | —                        | —                        | —                        | —                        | —                        | —                        |                                   |
| «San Andreas» | 2020 | —                        | —                        | —                        | —                        | —                        | —                        |                                   |
| «Ven, ven» (junto a Lyon)                                                                                        | 2020 | —                        | —                        | —                        | —                        | —                        | —                        |                                   |
| «Voy como bala»                                                                                                  | 2020 | —                        | —                        | —                        | —                        | —                        | —                        |                                   |
| «I don't give a fuck» (junto a Fegatelo)                                                                         | 2020 | —                        | —                        | —                        | —                        | —                        | —                        |                                   |
| «Voy a renovarla» (junto a Kid Crazzy)                                                                           | 2020 | —                        | —                        | —                        | —                        | —                        | —                        |                                   |
| «Habitual» (junto a Lyon)                                                                                        | 2020 | —                        | —                        | —                        | —                        | —                        | —                        |                                   |
| «Solo Manolo» | 2021 | —                        | —                        | —                        | —                        | —                        | —                        |                                   |
| «Tengo mucho qué demostrar» (junto a Kidd Crazzy)                                                                | 2021 | —                        | —                        | —                        | —                        | —                        | —                        |                                   |
| «My Life» | 2021 | —                        | —                        | —                        | —                        | —                        | —                        |                                   |
| «Panticito» (junto a Mison)                                                                                      | 2021 | —                        | —                        | —                        | —                        | —                        | —                        |                                   |
| «Camino al éxito» (junto a Kail BRL)                                                                             | 2021 | —                        | —                        | —                        | —                        | —                        | —                        |                                   |
| «Sangre y humildad» (junto a Audigier y Gustaboss con Diego Lakoss y Naikeef)                                    | 2021 | —                        | —                        | —                        | —                        | —                        | —                        |                                   |
| «New York» | 2021 | —                        | —                        | —                        | —                        | —                        | —                        |                                   |
| «Un placer» (junto a Yohancito)                                                                                  | 2021 | —                        | —                        | —                        | —                        | —                        | —                        |                                   |
| «Te voy a robar» (junto a Kail BRL)                                                                              | 2021 | —                        | —                        | —                        | —                        | —                        | —                        |                                   |
| «Tenerte conmigo» (junto a Diego Lakoss y Lyon)                                                                  | 2021 | —                        | —                        | —                        | —                        | —                        | —                        |                                   |
| «La mea nota» (junto a Pailita)                                                                                  | 2021 | —                        | —                        | —                        | —                        | —                        | —                        |                                   |
| «Háganle, pues» (junto a Diego Lakoss)                                                                           | 2021 | —                        | —                        | —                        | —                        | —                        | —                        |                                   |
| «Chokoos» (junto a Barbero Exótico y Simón la Letra con Drago200, el Bai, Germanini, Keylon, Tame y Yohancito)   | 2021 | —                        | —                        | —                        | —                        | —                        | —                        |                                   |
| «Mi gata» (junto al Barto)                                                                                       | 2021 | —                        | 3                        | —                        | —                        | —                        | 51                       |                                   |
| «Flaytiando» (junto al Barto y el Jordan 23 con Drakomafia y Gabo el Chamaquito)                                 | 2021 | —                        | 12                       | —                        | —                        | —                        | —                        |                                   |
| «Pégate» | 2022 | —                        | 1                        | —                        | —                        | —                        | 158                      |                                   |
| «Bailando» (junto al Jordan 23)                                                                                  | 2022 | —                        | 4                        | —                        | —                        | —                        | —                        |                                   |
| «Sensual» (junto a Distobal)                                                                                     | 2022 | —                        | —                        | —                        | —                        | —                        | —                        |                                   |
| «Me voy contigo» (junto a Polimá Westcoast)                                                                      | 2022 | —                        | —                        | —                        | —                        | —                        | —                        |                                   |
| «Ya no llora» (junto a Adan la Amenaza y Nickoog CLK)                                                            | 2022 | —                        | —                        | —                        | —                        | —                        | —                        |                                   |
| «Bailemos reggaetón»                                                                                             | 2022 | —                        | 15                       | —                        | —                        | —                        | —                        |                                   |
| «Dime qué pasaría» (junto a Sayian Jimmy y Nickoog CLK con Carlitos Klein)                                       | 2022 | —                        | —                        | —                        | —                        | —                        | —                        |                                   |
| «Panamera» | 2022 | —                        | 15                       | —                        | —                        | —                        | —                        |                                   |
| «Flotao» (junto a Sayian Jimmy y Yishark con Carlitos Nysix Music, Tobal MJ y Benji la Maldita Escritura de Oro) | 2022 | —                        | 18                       | —                        | —                        | —                        | —                        |                                   |
| «Te extraño, mamá» (junto a Sayian Jimmy)                                                                        | 2022 | —                        | —                        | —                        | —                        | —                        | —                        |                                   |
| «¿Qué se hace?» (junto a Nickoog CLK)                                                                            | 2022 | —                        | 24                       | —                        | —                        | —                        | —                        |                                   |
| «Tarzán de la selva» (junto a Jon Z)                                                                             | 2022 | —                        | —                        | —                        | —                        | —                        | —                        |                                   |
| «Tequila y limón» (junto a Yilberking)                                                                           | 2022 | —                        | 18                       | —                        | —                        | —                        | —                        |                                   |
| «Vente al party» (junto a Julianno Sosa)                                                                         | 2022 | —                        | —                        | —                        | —                        | —                        | —                        |                                   |
| «Marisola» (junto a Stars Music Chile y Cris MJ)                                                                 | 2022 | 10                       | 1                        | 21                       | 20                       | 70                       | 3                        | - Capif: platino - IFPI: diamante |
| «Baila para mí»                                                                                                  | 2022 | —                        | —                        | —                        | —                        | —                        | —                        |                                   |
| «Diablo, BB» | 2022 | —                        | —                        | —                        | —                        | —                        | —                        |                                   |
| «Mañana no hay clases»                                                                                           | 2022 | —                        | —                        | —                        | —                        | —                        | —                        |                                   |
| «MDE» (junto al High y Kevin Roldán)                                                                             | 2022 | —                        | —                        | —                        | —                        | —                        | —                        |                                   |
| «Matatán» (junto a Sayian Jimmy y Nickoog CLK con Nysix Music y el Gordo de las Conec)                           | 2022 | —                        | —                        | —                        | —                        | —                        | —                        |                                   |
| «Muévelo» | 2023 | —                        | —                        | —                        | —                        | —                        | —                        |                                   |
| «Mi gata (remix)» (junto al Barto y Blessd)                                                                      | 2023 | —                        | —                        | —                        | —                        | —                        | —                        |                                   |
| «Ando a lo matatán» (junto a Sayian Jimmy y Nickoog CLK)                                                         | 2023 | —                        | —                        | —                        | —                        | —                        | —                        |                                   |
| «¿Dónde están?» (junto a Pailita)                                                                                | 2023 | —                        | —                        | —                        | —                        | —                        | —                        |                                   |
| «Cuando se apaga la luz» (junto a Callejero Fino)                                                                | 2023 | —                        | —                        | —                        | —                        | —                        | —                        |                                   |
| «Aunque me caigo, me paro» (junto a Jairo Vera)                                                                  | 2023 | —                        | —                        | —                        | —                        | —                        | —                        |                                   |
| «Roll Royce» (junto a Katteyes)                                                                                  | 2023 | —                        | —                        | —                        | —                        | —                        | —                        |                                   |
| «—» indica que el sencillo no fue lanzado o no se posicionó en ese territorio.                                   |      |                          |                          |                          |                          |                          |                          |                                   |

#### Como artista invitado
| Título | Año  | Mejor posición en listas | Mejor posición en listas | Mejor posición en listas | Mejor posición en listas | Certificaciones       |
| Título | Año  | ARG                      | CHI                      | URU                      | PER                      | Certificaciones       |
| --- | ---- | ------------------------ | ------------------------ | ------------------------ | ------------------------ | --------------------- |
| «Somos vios» (Katty Salgado con Standly)                                                                                                 | 2020 | —                        | —                        | —                        | —                        |                       |
| «Entre tiburones» (Lyon con Standly) | 2021 | —                        | —                        | —                        | —                        |                       |
| «Me contaron» (Baby el Chamako con Adan la Amenaza, Shelo y Standly)                                                                     | 2021 | —                        | —                        | —                        | —                        |                       |
| «Rockstar» (Ma Kapone con Galee Galee, Standly y Jimmy Flow)                                                                             | 2021 | —                        | —                        | —                        | —                        |                       |
| «Tusi quiere, vol. 2» (Jay Flow Music con Amara Ignacia, King Savagge, Shelo, Nickoog CLK, Standly, Carlitos Klein y Gabo el Chamaquito) | 2021 | —                        | —                        | —                        | —                        |                       |
| «No me la querían dar» (Gabo el Chamakito, Pailita y el Barto con Amara Ignacia y Standly)                                               | 2021 | —                        | —                        | —                        | —                        |                       |
| «Mi waxita» (Nickoog CLK con Izahn y Standly)                                                                                            | 2021 | —                        | —                        | —                        | —                        |                       |
| «Clash Clash» (Shito Lil con Standly) | 2021 | —                        | —                        | —                        | —                        |                       |
| «Mercedes» (Lyon con Standly) | 2021 | —                        | —                        | —                        | —                        |                       |
| «Philie y botella (remix)» (Nickoog CLK con Simón la Letra y Pailita)                                                                    | 2022 | —                        | 14                       | —                        | —                        |                       |
| «Marisola (remix)» (Cris MJ, Duki y Nicki Nicole con Standly y Stars Music Chile)                                                        | 2022 | 1                        | —                        | 10                       | 1                        | - Promusicae: platino |
| «—» indica que el sencillo no fue lanzado o no se posicionó en ese territorio.                                                           |      |                          |                          |                          |                          |                       |

### Apariciones en álbumes
| Título                                                                       | Año  | Álbum             |
| ---------------------------------------------------------------------------- | ---- | ----------------- |
| «Otro día luchando» (Keed Baby con Standly)                                  | 2021 | E.D.D.L.O         |
| «Activo» (junto a Kail BRL y Benji la Maldita Escritura de Oro con Tobal MJ) | 2022 | New Blood (EP)    |
| «Panty» (junto a Pailita)                                                    | 2022 | Soñando despierto |

## Premios y nominaciones
| Premiación               | Año  | Nominación a                                                                 | Categoría                  | Resultado | Ref.   |
| ------------------------ | ---- | ---------------------------------------------------------------------------- | -------------------------- | --------- | ------ |
| Premios Musa             | 2022 | Él mismo                                                                     | Artista proyección         | Ganador   | [ 25 ] |
| Premios Musa             | 2022 | «Pégate»                                                                     | Canción del año            | Nominada  | [ 25 ] |
| Premios Musa             | 2022 | «Marisola» (junto a Cris MJ)                                                 | Colaboración del año       | Nominada  | [ 25 ] |
| Premios La Junta         | 2022 | «Phillie y botella (remix)» (junto a Nickoog CLK, Simón la Letra y Pailita)  | La mejor canción de mambo  | Ganador   | [ 26 ] |
| Premios La Junta         | 2022 | «Pégate»                                                                     | Mejor canción de reggaetón | Nominado  | [ 26 ] |
| Premios La Junta         | 2022 | «Marisola» (junto a Cris MJ)                                                 | Mejor canción de reggaetón | Nominado  | [ 26 ] |
| Premios La Junta         | 2022 | Él mismo                                                                     | El mejor artista reggaetón | Nominado  | [ 26 ] |
| Premios Tu Música Urbano | 2023 | «Marisola (remix)» (junto a Cris MJ, Duki, Nicki Nicole y Stars Music Chile) | Remix del año              | Nominado  | [ 27 ] |